# Force of Impact – Tödlicher Asteroid
Force of Impact – Tödlicher Asteroid (Deadly Skies) ist ein US-amerikanisch-kanadischer Science-Fiction-Film von Sam Irvin aus dem Jahr 2006.

## Handlung
Die Astronomin Madison Kelsey errechnet mit ihrer Computersimulation, dass ein Asteroid mit der Erde kollidieren wird. Die zuständigen Behörden, vertreten von Covington, glauben ihr. Der General Dutton von der United States Air Force entscheidet jedoch, dass die Berechnungen von Kelsey ignoriert werden sollten.
Kelsey wendet sich an den einstigen Offizier der Air Force Donovan, der aufgrund des als Don’t ask, don’t tell bezeichneten Gesetzes ausgeschieden ist. Donovan, Kelsey, Covington und Mark (Donovans Liebhaber in einer der Filmfassungen) drängen in einen Stützpunkt der Air Force, auf dem ein Militärlaser stationiert ist. Der Asteroid wird am Ende des Films damit in kleinste Einzelteile pulverisiert.

## Kritiken
Die Zeitschrift TVdirekt 13/2007 schrieb, der Film würde „billige“ Spezialeffekte aufweisen. Man könne ihn vergessen.
Die Zeitschrift TV Spielfilm sieht nur eine „enttäuschende Malen-nach-Zahlen-Mär“, die „keinen tiefen Eindruck [hinterläßt]“ und gibt den Daumen nach unten.

## Hintergrund
Der Film wurde in British Columbia gedreht.
Es wurden drei unterschiedliche Fassungen produziert, wovon sich eine vorwiegend in der Darstellung der Liebesbeziehung des Helden Donovan unterscheiden: In der Fassung unter dem Titel Deadly Skies verbindet ihn eine Beziehung mit Mark, was in zwei intimen Szenen und einer weiteren, in der er den Grund für die Entlassung vom Militär angibt, dargestellt wird. In den anderen beiden Versionen fehlen diese Szenen und der Film ist dadurch um zirka fünf Minuten kürzer. Es existiert nur mehr ein leichter Schimmer dieser gleichgeschlechtlichen Beziehung in einigen Dialogen, und am Ende wird eine romantische Beziehung zu Kelsey angedeutet. Die Version mit der „Don’t ask, don’t tell“-Politik wurde auf jeden Fall in den USA vom Gay-Kabelsender Here! beworben, für den es auch produziert wurde. In Kanada wurde unter dem Titel Force of Impact, die zensierte Version gezeigt. Im Vereinigten Königreich kam der Film unter dem Titel Ultimate Limit auch in der zensierten Version, die sich aber leicht von der kanadischen unterscheidet, auf DVD heraus.